# André Giraud
Pour les articles homonymes, voir Giraud.
André Giraud, né le 3 avril 1925 à Bordeaux et mort le 27 juillet 1997 à Levallois-Perret, est un haut fonctionnaire, universitaire et homme politique français.
Polytechnicien (X1944), ingénieur du corps des Mines, il mène une carrière de haut fonctionnaire au ministère de l'Industrie et dans les entreprises nationales jusqu’en 1978.
Il est notamment administrateur général du Commissariat à l'Énergie atomique (CEA) de 1970 à 1978 et président de la Compagnie générale des matières nucléaires (Cogema) de 1976 à 1978. Il est également  président du conseil d’administration de Polytechnique de 1974 à 1978. 
De 1978 à 1981, il est ministre de l'Industrie  dans le gouvernement de Raymond Barre sous la présidence de Valéry Giscard d'Estaing puis ministre de la Défense de 1986 à 1988 dans le gouvernement de Jacques Chirac  sous la présidence de François Mitterrand.
Représentant « l'image même des grands ingénieurs à la française», selon Valéry Giscard d'Estaing qui avait pensé à lui comme Premier ministre en cas de réélection en 1981, il a joué, par ses différentes fonctions, un rôle déterminant dans la mise au point des moyens nucléaires militaires et civils français.
Il a été membre du Parti républicain (PR) et de l'Union pour la démocratie française (UDF).

## Biographie

### Famille
André Giraud est le fils de  René Casimir Giraud (1893-1978), maître d'internat de lycée, originaire de Digne-les-Bains, et de  Marie Thérèse Julie Marguerite Gamet (1896-1985), employée des Postes Télégraphes et Téléphone, originaire de Dax.
Marié avec Claudine Mathurin-Edme en 1949, il est père de trois enfants : François, Christophe et Sophie.

### Jeunesse et études
Il étudie en classes préparatoires scientifiques. Il intègre en tant que major la promotion 1944 de l’École polytechnique,,. Il avait également été admis à l'École normale supérieure de la rue d'Ulm. À la sortie de l'École, il choisit le Corps des mines (1946).

### Ingénieur et haut fonctionnaire de l'énergie
Il mène jusqu'en 1978 une carrière de haut fonctionnaire au ministère de l'Industrie et dans les entreprises nationales, notamment des secteurs énergétiques pétroliers et nucléaires.
Il est successivement directeur général adjoint de l'Institut français du pétrole de 1958 à 1964, directeur des carburants au ministère de l'Industrie de 1964 à 1969, vice-président de la Régie Renault de 1965 à 1971, administrateur général délégué du gouvernement auprès du Commissariat à l'Énergie atomique (CEA) ainsi qu'administrateur d'EDF de 1970 à 1978 et président de la Compagnie générale des matières nucléaires (Cogema) de 1976 à 1978. Il participe ainsi au développement de l'industrie nucléaire, choix stratégique de la politique énergétique française à partir des années 1970, menant notamment une action pour limiter la dépendance à l'égard des États-Unis sur les matières premières nucléaires et afin de mettre sur pied le cycle complet de l’uranium : le minerai extrait par la Cogema (en particulier au Niger et au Gabon), l’uranium enrichi pour les centrales nucléaires, le retraitement du combustible usagé et l’extraction du plutonium, la mise au point d’une nouvelle génération de réacteurs surrégénérateurs à neutrons rapides (le Superphénix), prétendant étendre ainsi de façon quasi illimitée l’utilisation de l’uranium disponible. En 1966, il couvre les deux directeurs (Berthelet et Delapalme), responsables par négligence de la catastrophe de Feyzin, mais pas leurs subordonnés.
Il préside le conseil d'administration de Polytechnique de 1974 à 1978, lors du déménagement de cette école de Paris à Palaiseau.

### Ministre de l'Industrie
Il est alors nommé ministre de l'Industrie dans le troisième gouvernement de Raymond Barre, poste qu'il occupe du 3 avril 1978 au 13 mai 1981. En 1978 est lancé le projet d'un réseau vidéotex accessible par un terminal peu onéreux, le futur Minitel qui entre en phase d'expérimentation en 1980. La même année, il fait délocaliser à Angers l'Agence nationale pour la récupération et l’élimination des déchets (ANRED) qui disparaît en 1990 au profit de l'Agence de l'environnement et de la maîtrise de l'énergie (Ademe). D'autre part, André Giraud adhère à cette époque au Parti républicain, héritier des anciens Républicains indépendants de Valéry Giscard d'Estaing et représentant de la droite libérale modérée au sein de l'Union pour la démocratie française (UDF).

### Universitaire
Devenu professeur à l'université Paris-Dauphine après la victoire de François Mitterrand contre Valéry Giscard d'Estaing à l'élection présidentielle du 10 mai 1981, il crée le Centre de géopolitique de l'énergie et des matières premières (CGEMP) en 1982.

### Ministre de la Défense
Il retrouve un portefeuille ministériel après le retour au pouvoir de la droite aux élections législatives du 16 mars 1986 grâce à la demande conjointe de François Léotard et d'Édouard Balladur. Il devient ainsi ministre de la Défense du 20 mars 1986 au 10 mai 1988, dans le gouvernement de la première cohabitation formé par Jacques Chirac. Son choix s'est fait conjointement par le Premier ministre et le président François Mitterrand, étant jugé modéré et au-dessus de la mêlée par les deux parties. Il rencontre le chef de l'État, commandant en chef des forces armées et qui entend conserver la défense dans son « domaine réservé », de manière hebdomadaire, et les deux hommes travaillent en bonne intelligence car partageant les mêmes options stratégiques, notamment en matière de dissuasion nucléaire. Durant son passage à l'hôtel de Brienne, Le Triomphant (premier d'une nouvelle classe de sous-marins nucléaires lanceurs d'engins prévue pour remplacer celle Le Redoutable) est mis sur cale le 9 juin 1986 (pour un lancement en 1994 et une mise en service en 1997), ou encore le début de la construction du porte-avions à propulsion nucléaire Charles de Gaulle (pour remplacer le Clemenceau, datant de 1961, et son sister-ship le Foch, armé en 1983) avec la pose de la quille le 24 novembre 1987 (il avait été commandé peu de temps après la prise de fonction d'André Giraud, le 3 février 1986, avec pour nom de code à l'époque Richelieu, il est lancé en 1994 et armé en 2000). Il prépare et fait adopter en 1987 la loi de programme relative à l'équipement militaire pour les années 1987-1991. En déplacement dans la Marne en octobre 1987, il qualifie de « blague ridicule » l'affaire des disparus de Mourmelon,,. Il crée également le Conseil général de l'armement, en 1988.
Durant la campagne pour l'élection présidentielle des 24 avril et 8 mai 1988, André Giraud soutient activement la candidature de Raymond Barre. Celui-ci se place en troisième position au premier tour, et ne se qualifie donc pas pour le second, arrivant derrière François Mitterrand (finalement réélu) et Jacques Chirac.

### Dernières années
Retiré du devant de la scène politique, André Giraud reste néanmoins après 1988 un expert sollicité sur les questions stratégiques. Consultant de plusieurs grandes entreprises, dont Saint-Gobain, il fonde en 1991 sa propre société, la Compagnie générale d'innovation et de développement (Cogidev). En 1994, il signe une tribune dans le quotidien Le Figaro dans laquelle il appelle le successeur de François Mitterrand, qui doit être élu l'année suivante, quel qu'il soit, à reprendre les essais nucléaires, arrêtés depuis 1991. Il s'agit de sa dernière intervention publique. Il sera écouté, puisque l'une des premières mesures décidées par le nouveau président élu en 1995, Jacques Chirac, est de lancer la dernière campagne française d'essais militaires souterrains à Moruroa et Fangataufa entre septembre 1995 et janvier 1996. En janvier 1994 il prend la tête du Conseil scientifique de la défense, succédant à Hubert Curien. Il s'installe ainsi à un poste qu'il avait lui-même créé en 1986, alors qu'il était membre du gouvernement de Jacques Chirac.

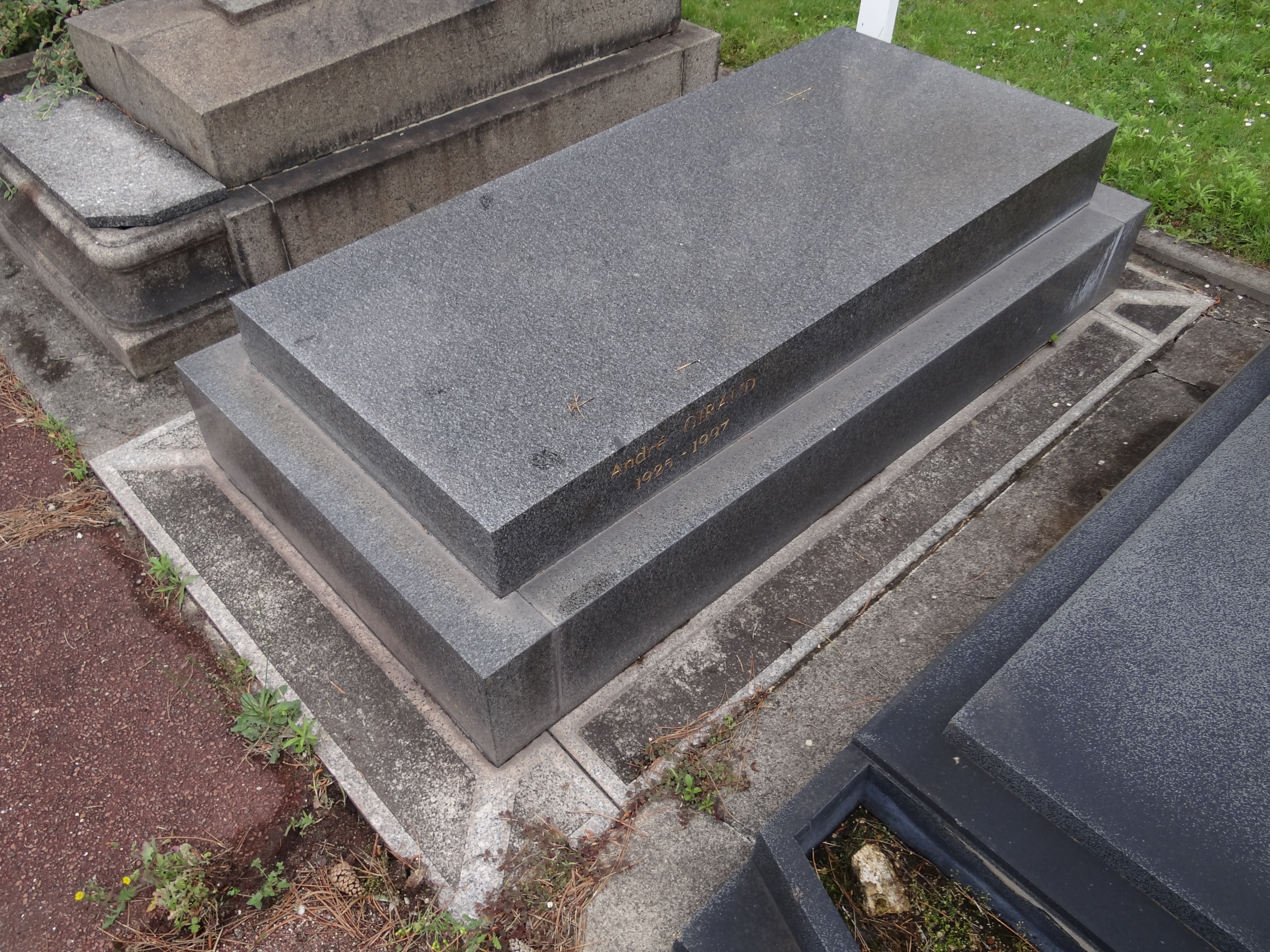
La tombe d'André Giraud au cimetière de Levallois-Perret (Hauts-de-Seine).

André Giraud décède le 27 juillet 1997, à l'âge de 72 ans. Il est inhumé au cimetière de Levallois-Perret.

## Distinctions

### Distinctions françaises
- Commandeur de la Légion d'honneur du 31 décembre 1993[15]
  - Officier de la Légion d'honneur du 30 janvier 1975
  - Chevalier de la Légion d'honneur du 21 septembre 1967 (titres exceptionnels)
- Officier de l'Ordre national du Mérite (1973)[4]
- Commandeur de l'ordre des Palmes académiques[4]

### Distinctions  étrangères
- Henry DeWolf Smyth Nuclear Statesman Award de l'American Nuclear Society (ANS)/Nuclear Energy Institute (NEI) en 1980[16]

## Publication
- Affaires pétrolières. Chronologie résumée des évènements de mai 1968, cahier de mémoires d'André Giraud (Source : Association Georges Pompidou)